# Johannes Niermann
Johannes Niermann (* 12. März 1940 in Dörpen; † 1998 in Kluse) war ein deutscher Professor für Pädagogik.

## Leben
Nach der beruflichen Ausbildung im Landwirtschafts- sowie im Verwaltungsbereich studierte er von 1966 bis 1969 Erziehungswissenschaft, Philosophie, Psychologie, Germanistik und Sozialwissenschaften an den Universitäten in Bonn, Köln, Osnabrück und Aachen. 1969 absolvierte er die 1. Staatsprüfung für das Lehramt an Grund- und Hauptschule, 1971 folgte der Abschluss als Diplom-Pädagoge an der Universität Bonn. 1974 wurde er zum Dr. paed., 1981 zum Dr. phil. promoviert. 1980 erfolgte die Habilitation für die Disziplin Erziehungswissenschaft. Von 1976 bis 1980 war er Dozent an der PH Kiel, wo er 1980 zum Professor ernannt wurde. 1984 nahm er den Ruf an die Universität zu Köln auf eine Professur für Pädagogik an.
Seine Forschungsthemen waren unter anderem die Pädagogik in der DDR sowie die Integration russlanddeutscher Aussiedler und türkischer Migranten in die bundesdeutsche Gesellschaft.

## Schriften (Auswahl)
- Der Kinderspielplatz. Ein Handbuch zur Planung, Gestaltung und Betreuung von Spielplätzen für Kinder. Köln 1978, ISBN 3-7701-0915-5.
- Methoden der Unterrichtsdifferenzierung. Düsseldorf 1981, ISBN 3-590-14581-1.
- Spannung und Spaß durch sinnvolles Spielen. Heinsberg 1983, ISBN 3-88852-117-3.
- Methoden des Lehrens und Lernens in türkischen Schulen. Studien zur vergleichenden Erziehungs- und Bildungsgeschichte. Köln 1990, ISBN 3-924542-74-0.